# Harrisoniascincus zia
Harrisoniascincus zia is een hagedis uit de familie van de skinken (Scincidae).

## Naam
De wetenschappelijke naam van de soort werd gepubliceerd door Glen Joseph Ingram en Harold Ehmann in 1981. Oorspronkelijk werd de wetenschappelijke naam Leiolopisma zia gebruikt en lange tijd werd de soort tot het niet langer geaccepteerde geslacht Cautula gerekend. In 1984 werd de soort bij het monotypische geslacht Harrisoniascincus ingedeeld door Richard Walter Wells en Cliff Ross Wellington.

## Uiterlijke kenmerken
Harrisoniascincus zia bereikt een lichaamslengte exclusief staart van ongeveer 5,5 centimeter. De poten zijn kort maar goed ontwikkeld en hebben vijf vingers en tenen. De lichaamskleur is bruin, met lichtere en donkere vlekjes aan de bovenzijde. Langs de flanken van de rug is een lichte, donker omzoomde streep aanwezig.
Het onderste ooglid is beweeglijk en bevat een doorzichtig venter. Hierdoor kan de hagedis met gesloten ogen toch goed zien. De gehooropeningen hebben geen uitstekende lobjes zoals bij andere skinken voorkomt.

## Verspreiding en habitat
De skink is endemisch in Australië en komt van nature alleen in de staten New South Wales en Queensland. De skink wordt geassocieerd met bomen uit het geslacht Fagus. De habitat bestaat uit hoger gelegen bossen die relatief koel zijn en veel regenval kennen. De vrouwtjes zetten eieren af op de bodem.
Door de internationale natuurbeschermingsorganisatie IUCN wordt de skink als 'veilig' beschouwd (Least Concern of LC).